# Spoorlijn Voss - Granvin
De spoorlijn Voss - Granvin (Noors:Hardangerbanen)  was een aftakking van de spoorlijn tussen Oslo en Bergen. De bouw van de lijn begon in 1921 en duurde tot 1935. De aanleg lag een periode stil om alternatieven te onderzoeken; uiteindelijk werd de bouw voltooid waarbij de lijn tevens geëlectrificeerd werd. Hoewel in de eerste jaren na de opening meer passagiers dan verwacht gebruik maakten van de lijn en er in 1981 nog een nieuwe halte werd geopend bleef de lijn voor NSB steeds een zorgenkindje. In 1989 werd de lijn buiten gebruik genomen.

## Afbeeldingen

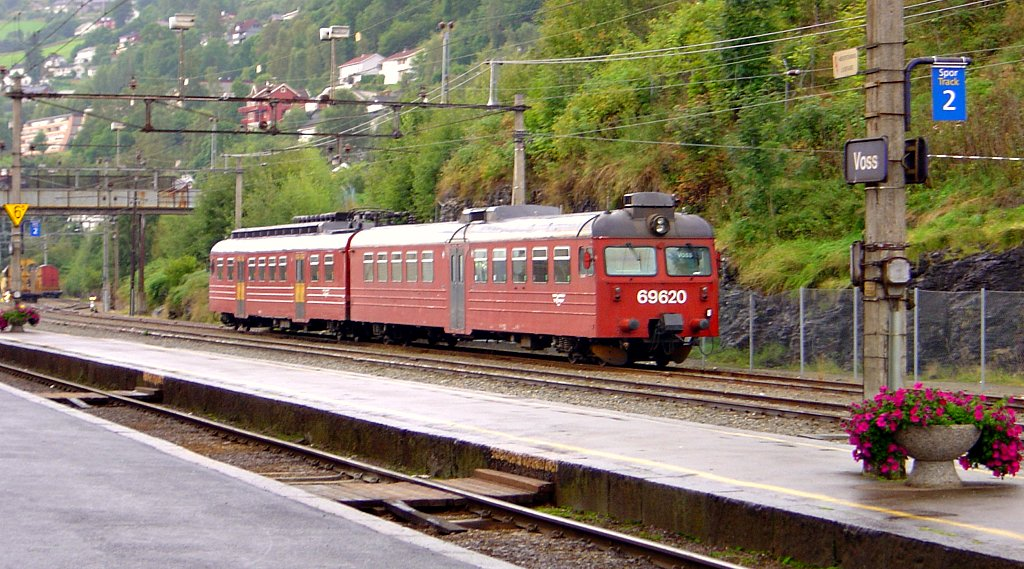
Trein op station Voss
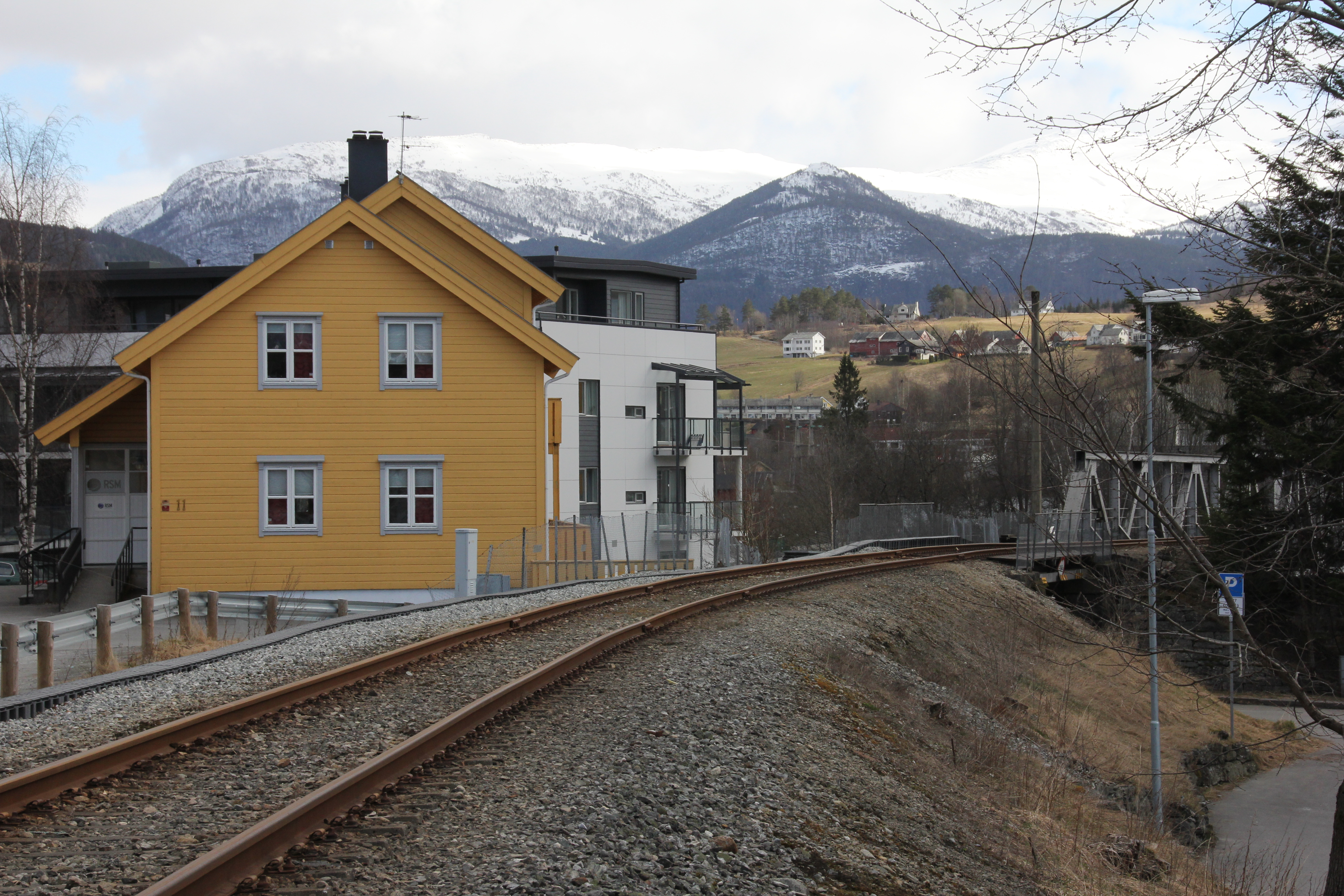
De lijn bij Vossangen
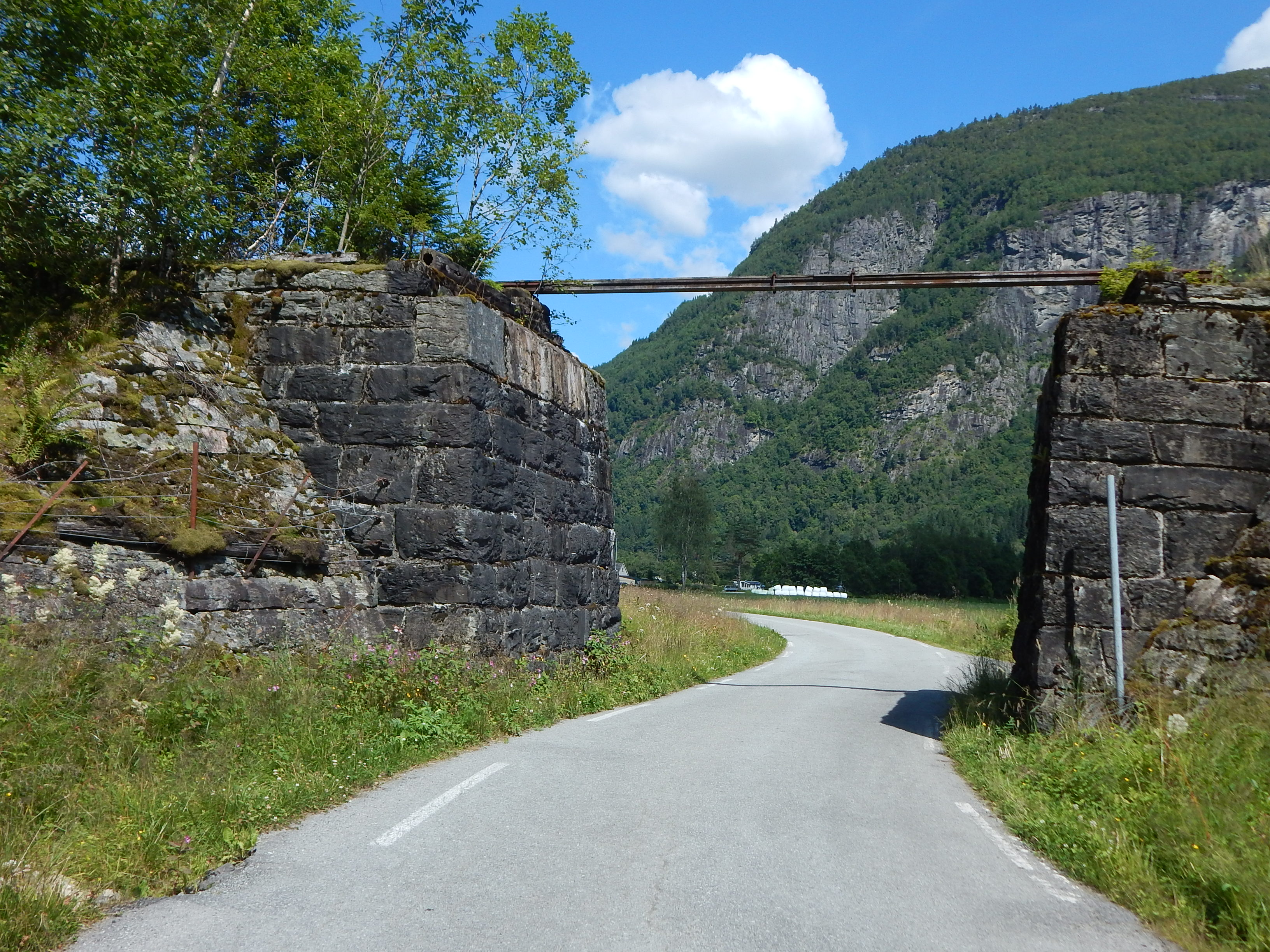
Restant van spoorbrug
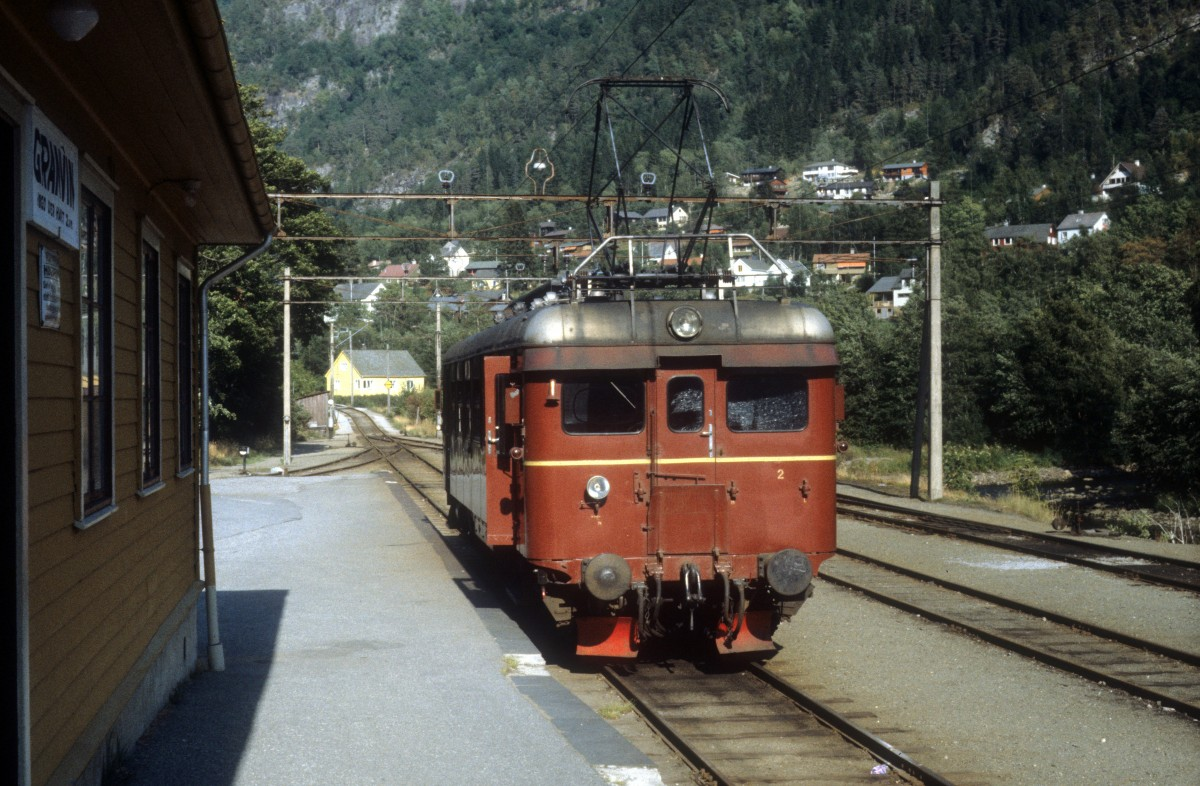
Trein op station Granvin